# Аронник восточный
Аронник восточный (лат. Arum orientale) — многолетнее клубневое травянистое растение, вид рода Аронник (Arum) семейства Ароидные (Araceae).

## Ботаническое описание
Клубневое растение высотой (12)20—40 см. Клубень округло-сплюснутый, в середине с углублением, из которого выходят листья и цветонос.
Листья прикорневые, на черешках, равных по длине пластинке или длиннее её, до 25 см длиной, частично пятнистые; пластинка широко-сердцевидно-копьевидная с назад отогнутыми боковыми лопастями, более короткими, чем заострённая средняя лопасть, до 7 см длиной; боковые лопасти до 4,5 см длиной. Листья в основании прикрыты чешуевидными влагалищами наружных чешуевидных листьев.
Цветонос вдвое длиннее черешков листьев. Покрывало яйцевидное или эллиптическое, широкое, охватывает початок снизу, до 10 см длиной, с зеленовато-белой трубкой и тёмно-коричнево-пурпурным отгибом. Придаток початка тёмно-пурпурный. Цветёт в Молдавии в апреле—мае, на Кавказе — в мае—июне.

## Распространение
Встречается от востока Центральной Европы до Западного Кавказа: Австрия, Венгрия, Польша, Чехословакия, Албания, Болгария, Румыния, Югославия, Крым, юго-запад Украины, Кавказ, Сирия, Иран. На Кавказе растёт от Прикубанья до среднего горного пояса. В Молдавии встречается в пойме Прута, Кодрах, правобережном Приднестровье.
Растёт в тенистых грабово- и буково-дубовых лесах, одиночно или рассеянно.
Растение ядовито.